# Ваза (шведская династия)

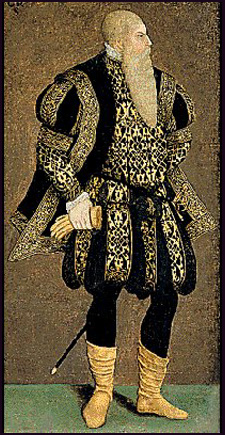
Густав I Васа

Ва́са (ранее Ва́за; швед. Vasa, Vasaätten, пол. Wazowie) — шведский дворянский род из Уппланда, представители которого в XVI—XVII веках занимали королевские престолы Швеции и Речи Посполитой. Впервые род упомянут в середине XIII века.
В Швеции династия Ваза (Васа) правила в 1523—1654 годах, а в Речи Посполитой — с 1587 по 1668 год.

## Название рода
В Средние века члены рода не имели какого-либо родового имени. Название «Ваза» возникло в генеалогических документах лишь во второй половине XVI века. Оно связано с гербом в виде снопа пшеницы, который изначально не имел никакого отношения к вазе (швед. vas), но со временем трансформировался и стал напоминать этот сосуд.

## Шведская линия
В шведской области Руслаген уже в XIV веке имелось три рода, носившие герб, который со времени Густава I из-за своей формы стал называться «вазой». Вероятно, эти роды состояли в родственных отношениях друг с другом. Два из них пресеклись ещё в Средние века, так и не поднявшись выше уровня простого провинциального дворянства. Третий же, напротив, с первой половины XV века возвысился и вошёл в число виднейших родов Швеции. Его первым документально подтверждённым представителем был Нильс Четтильсон, упоминавшийся в 1361—1378 годах. Его сын Кристиерн Нильссон был риксдротсом. Потомки последнего в конце Средних веков занимали в Швеции высокое общественное положение.
Правнук Кристерна Нильссона — Густав Эрикссон, который оставался единственным в то время мужским членом рода, 6 июня 1523 года взошёл на шведский трон под именем Густава I (1523-1560) и стал основателем королевской династии Ваза. 13 января 1544 года, согласно Весторосскому постановлению, корона Швеции была закреплена за его потомками.
После того как в 1654 году правнучка основателя королевского дома Кристина отреклась от престола в пользу своего кузена Карла-Густава, шведский трон заняла Пфальцская династия. Род пресёкся со смертью Кристины в 1689 году.

## Польская линия
В 1587 году сын шведского короля Юхана III от польской принцессы Катарины Ягеллонки был избран на польский и литовский престол под именем Сигизмунда III (1587—1632). Благодаря тому, что он был одновременно и наследником шведского трона, Швеция и Речь Посполитая оказались под одним скипетром, а с 1592 по 1599 годы Сигизмунд III и вовсе значился правителем так называемой Польско-шведской унии. После смерти Сигизмунда польскую и литовскую короны носили его сыновья Владислав (1632—1648) и Ян-Казимир (1648—1668). Со смертью последнего в 1672 году мужская линия рода Ваза пресеклась.

## Список шведских королей династии Ваза
- Густав I Ваза, 1523—1560;
- Эрик XIV, 1560—1568, сын предыдущего, низложен;
- Юхан III, 1568—1592, брат предыдущего;
- Сигизмунд III, сын предыдущего 1592—1599, низложен;
- Карл IX, 1599—1611 (регент до 1604), младший сын Густава I Васы;
- Густав II Адольф, 1611—1632, сын предыдущего, погиб в бою;
- Кристина, 1632—1654 (регентство, 1632—1644), дочь предыдущего.

## Список польских королей династии Ваза
- Сигизмунд III (1587—1632);
- Владислав IV (1632—1648), сын предыдущего;
- Ян II Казимир (1648—1668), брат предыдущего.